# Okres Jasło
Okres Jasło (polsky Powiat jasielski) je okres v polském Podkarpatském vojvodství. Rozlohu má 831 km² a v roce 2019 zde žilo 113 450 obyvatel. Sídlem správy okresu je město Jasło.

## Gminy
Městská:
- Jasło

Městsko-vesnická:
- Kołaczyce

Vesnické:
- Brzyska
- Dębowiec
- Jasło
- Krempna
- Nowy Żmigród
- Osiek Jasielski
- Skołyszyn
- Tarnowiec

## Města
- Jasło
- Kołaczyce

## Sousední okresy
| Růžice kompasu | Tarnów  | Dębica      | Strzyżów | Růžice kompasu |
| Růžice kompasu | Gorlice | Sever       | Krosno   | Růžice kompasu |
| Růžice kompasu | Gorlice | Okres Jasło | Krosno   | Růžice kompasu |
| Růžice kompasu | Gorlice | Jih         | Krosno   | Růžice kompasu |
| Růžice kompasu |         |             |          | Růžice kompasu |